# 板橋尋常夜学校
板橋尋常夜学校（いたばしじんじょうやがっこう）は、かつて東京都板橋区板橋町に存在した公立学校。

## 概要
板橋尋常夜学校は義務教育の徹底を図るため、生活難等を理由とし、満12歳を越えている（学齢超過者）にもかかわらず義務教育を修了しておらず、かつ昼間の就学が不能なものに対して尋常小学校に準ずる教育を行うために1930年（昭和5年）に設置された。これは1915年(大正5年)12月に板橋尋常高等小学校（現・板橋区立板橋第一小学校）内に設置された特別学級である子守学級を、小学校令第17条に基づく「小学校ニ類スル各種学校」として板橋第三尋常小学校（現・板橋区立板橋第八小学校）内にあらためて併置したものであった。併置校選定の理由は近隣の地域が岩の坂をはじめとする「赤貧者ノ集団地区」であり、学齢超過者でありかつ義務教育が未了の者が多数あったためとされる。夜学校は第二次世界大戦末期の1945年（昭和20年）4月まで存続したが、同年8月15日の終戦以前に廃止された。

## 制度
尋常小学校六年の課程を1ヶ年2期とし最短半分の三ヶ年で修了させ、卒業生を義務教育修了者として認定する制度がとられた。授業料の免除及び学用品の支給などの便宜がはかられたが、収容人員の150名は常に下回り、かつ昇級試験に失敗し原級留置のまま退学するものも多く、1931年（昭和5年）から1939年(昭和14年)3月までの卒業者は246名（男子178、女子68）に過ぎなかった。教科は修身・国語・算術・唱歌・体操のほか、5期以降加えて国史・地理・理科・図画、また女子には必要に応じて裁縫が追加された。

## 所在地
- 東京市板橋区板橋町10-85[1] - 現在の東京都板橋区双葉町42番1号にあたる。

## 沿革
- 1915年(大正5年)12月 - 前身となる子守学級が板橋尋常高等小学校（後、板橋区立板橋第一小学校）内に設置される。
- 1930年（昭和5年）4月 - 板橋尋常夜学校が板橋第三尋常小学校内に設置される。
- 1932年（昭和7年）10月 - 板橋町が東京市に編入され、板橋区となる。
- 1945年（昭和20年）4月 - 廃校。